# Miguel Varoni
Miguel Varoni (Buenos Aires, Argentína, 1964. december 11. –) argentin-kolumbiai színész és rendező.

## Élete
1964. december 11-én született az argentin fővárosban, Buenos Airesben. Édesapja, Américo Belloto Varoni, neves karmester és hegedűművész meghalt, mikor Miguel csak négy hónapos volt. Ezután édesanyjával a színésznő Teresa Gutiérrezszel Kolumbiába költöztek. Nagyanyja fontos szerepet játszott az életében, segített a nevelésében. Az ő elvesztése - az ifjabb Varoni ekkor 15 éves volt - megváltoztatta a fiú életét. A José Joaquin Casas gimnáziumban végzett 1984-ben.
12 évesen mutatkozott be a "Las señoritas Gutiérrez"-ben, mint színész. Az első nagy sikert a "Pedro el escamoso" hozta meg, melyben Pedro Coralt alakította. Ez a szerep nagy elismerést hozott neki Kolumbiában és megnyitotta az utat számos díj átvétele előtt: 2002-ben hazavihette a TV y Novelas legjobb férfi főszereplőnek járó díját, s ugyanebben az évben a New York ACE a legjobb színésznek választotta az USA-ban. Számos spanyol nyelvű televíziós produkcióban megjelent - korábban a Caracolnál dolgozott, végül a Telemundónál kötött ki, ahol azóta sem panaszkodhat, özönlenek hozzá a felkérések - melyek közül a "Los cuervos", a "La potra zaina", az "El ángel de piedra" és a "Las Juanas" is díjat érdemelt.
A 90-es években színházi szerepeket is vállalt. Olyan musicalekben játszott, mint a "Trampa mortal", vagy a "Los mosqueteros del rey". A színészet mellett rendezőként is megállja a helyét. Az ő kezei alatt vált sikeressé többek között a nálunk is nagy sikerrel futott Sin seños no hay paraíso, vagy egy másik telemundós sorozat, a "Decisiones". A filmvásznon is feltűnt már, a "Ladrón que roba a ladrón" (Becsületes tolvajok) egyik főszerepében.
A hazai nézők a 2010 májusában nálunk is képernyőre került "Más sabe el Diablo"-ból (Ördögi kör) ismerhetik, ahol a főgonosz, Martín Acerót alakította. 2010 nyarán új projektbe vágott bele. Az "Ojo por ojo"-ban újból együtt dolgozhatott Gaby Espinóval, valamint a Csajok, szilikon, ez lesz a Paradicsom!-ból ismert Carmen Villalobos-szal. 2011 tavaszán derült ki, hogy Maritza Rodríguez, Gabriel Porras és felesége mellett ő alakíthatja a főszerepet a "La casa de al lado"-ban, amely hozzánk is elérkezett "Zárt ajtók mögött" címmel.

## Magánélete
1999 júliusában vette feleségül a kolumbiai színésznőt, Catherine Siachoquet , akivel azóta is boldog házasságban él. A párnak eddig nem született gyermeke. Erről Cathy egy interjúban elmondta, Miguel szerint számára tökéletes, hogy kettesben vannak, felesége viszont már nagyon vágyik az anyaságra.

## Filmográfia
- 1978: Las señoritas Gutiérrez – Guambertico
- 1985: Los cuervos – Eber
- 1986-1987: Gallito Ramírez - Arturo Sanclemente
- 1987: El ángel de piedra - Mateo Santini
- 1987: El círculo - Marcelo Montero
- 1988-1989: Imagínate – Rodrigo
- 1988: Los hijos de los ausentes – Mario
- 1989: No juegues con mi vida – Ricardo
- 1989-1990: Garzas al amanecer - Chepe Robledo
- 1990: Gitana – Iosca
- 1992: Inseparables – Ricardo
- 1993-1994: La potra zaina - Daniel Clemente
- 1996: Te dejaré de amar - Evaristo Larios
- 1997: Las Juanas - Manuel F. Cuadrado
- 1999: La sombra del arco iris - Cristóbal Montenegro
- 2000: La caponera - Dionisio Pinzón
- 2000-2002: Pedro el escamoso - Pedro Coral
- 2003: Como Pedro por su casa - Pedro Coral
- 2004-2005: Te voy a enseñar a querer - Alejandro Méndez
- 2005: Decisiones: La reina de la noche - El Travesti
- 2006: Seguro y urgente - Miguel Angel Buenaventura
- 2007: My name is Earl (A nevem Earl) - Javier (epizódszerep)
- 2009: Más sabe el diablo (Ördögi kör) - Martín Acero
- 2010: Ojo por ojo - Nando Barragán
- 2011: La casa de al lado (Zárt ajtók mögött) – Javier Ruiz
- 2012: Corazón valiente (Több mint testőr) - Jesús Matamoros "El Mesias" / Marcelo Montoya
- 2013: Marido en alquiler - José Salinas
- 2015: Dueños del Paraíso - Leandro Quezada
- 2016: La fan - Justin Case

## Rendezőként
- 1989: No juegues con mi vida
- 1991: Ellas
- 1994: Momposina
- 1995-1996: Eternamente Manuela
- 1998-1999: Carolina Barrantes
- 2006: Decisiones
- 2008: Sin seños no hay paraíso (Csajok, szilikon, ez lesz a Paradicsom!)
- 2010: Jencarlos Canela - Búscame videóklip
- 2010: La diosa coronada
- 2012: Rosa Diamante
- 2013: Pasión prohibida
- 2013: Santa Diabla
- 2014: Señora Acero